# Джевоцини
Джевоцини (пол. Drzewociny) — село в Польщі, у гміні Длутув Паб'яницького повіту Лодзинського воєводства.
Населення — 149 осіб (2011).
У 1975-1998 роках село належало до Пйотрковського воєводства.

## Демографія
Демографічна структура станом на 31 березня 2011 року:
|          | Загалом | Допрацездатний вік | Працездатний вік | Постпрацездатний вік |
| -------- | ------- | ------------------ | ---------------- | -------------------- |
| Чоловіки | 80      | 25                 | 42               | 13                   |
| Жінки    | 69      | 9                  | 36               | 24                   |
| Разом    | 149     | 34                 | 78               | 37                   |